# Ocyptamus sargoides
Ocyptamus sargoides är en tvåvingeart som först beskrevs av Macquart 1850.  Ocyptamus sargoides ingår i släktet Ocyptamus och familjen blomflugor. Inga underarter finns listade i Catalogue of Life.